# Фердинанд Ціркель

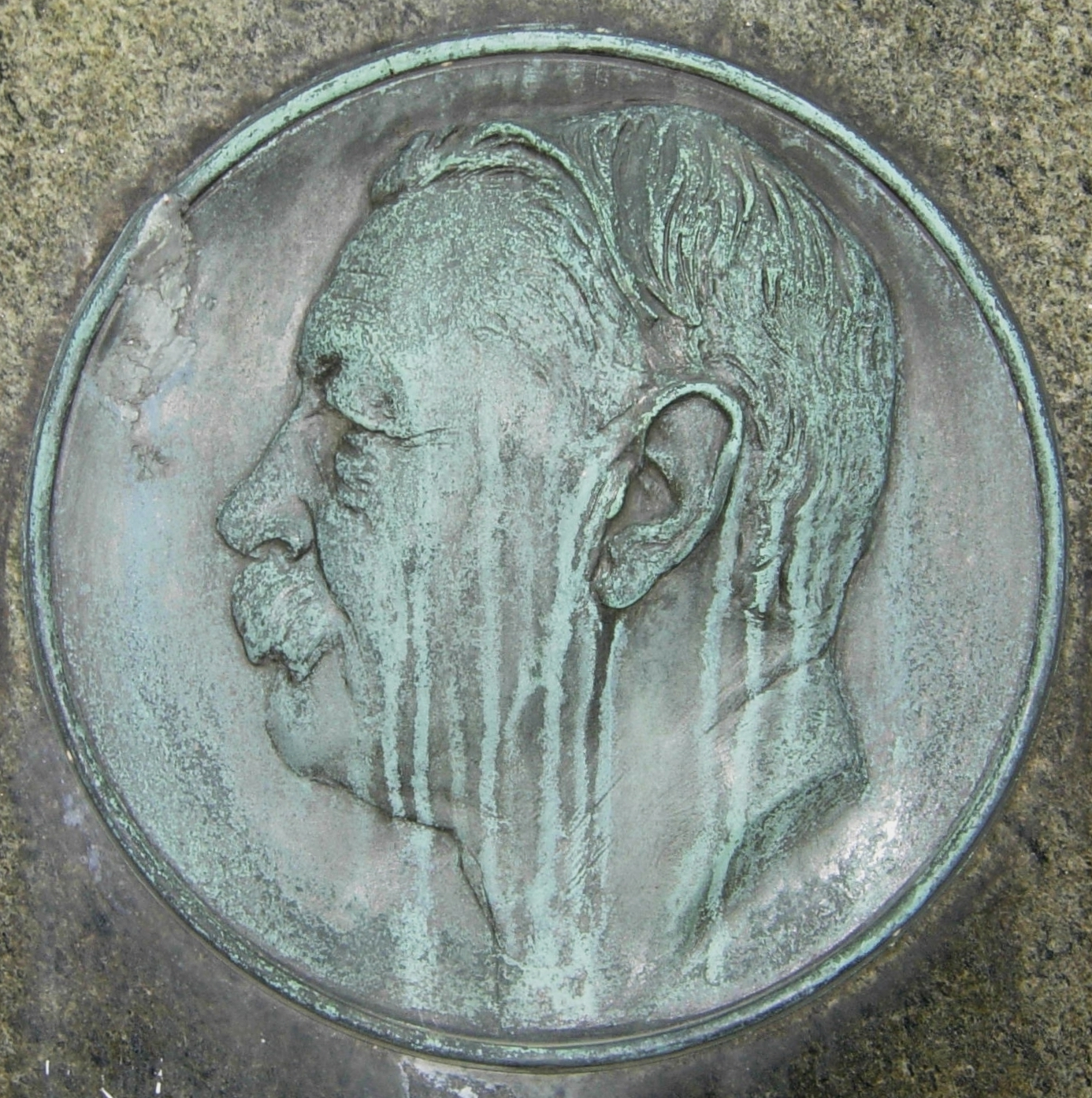
Бронзовий медальйон із портретом Фердінанда Ціркеля

Фердина́нд Ці́ркель (20 травня 1838, Бонн — 11 червня 1912, Бонн) — німецький геолог, петрограф, доктор філософії (1861), професор Львівського національного університету ім. І. Франка.
1863 року був запрошений до Львівського університету, де організував кафедру мінералогії і став її першім професором, завідувачем кафедри (1864—1868). Значно розширив мінералогічний музей, зокрема поповнив його колекціями гірських порід. Читав курси мінералогії, петрографії, а впродовж 1866—1867 навчальних років — вчення про рудні родовища. Вперше застосував кристалооптичний метод для мікроскопічного вивчення гірських порід та їхньої діагностики.
На честь Ціркеля названий мінерал циркеліт. У 1898 році був нагороджений медаллю Волластона.

## Праці
- Lehrbuch der Petrographie (Bonn, 1866; 2. gänzlich neu verfaßte Aufl. Leipzig, 1893–1894)
- Geologische Skizze von der Westküste Schottlands (1871)
- Die Umwandlungsprocesse im Mineralreich : akademische Rede, gehalten am 19. December 1870 in der Aula zu Leipzig. Lüderitz, Berlin 1871
- Die mikroskopische Beschaffenheit der Mineralien und Gesteine (1873)
- Die Struktur der Variolite (1875)
- Microscopical Petrography (in Report of the U.S. Geological Exploration of the 40th Parallel, vol. vi., 1876)
- Limurit aus der Vallée de Lesponne (1879)
- Über den Zirkon (1880)